# Dzibanche
Dzibanche, in de Mayataal Tz'ibanche met de betekenis van 'geschreven op hout', is een historische Mayastad waar hiërogliefen van de koninklijke Kaandynastie zijn gevonden. De stad ligt op het schiereiland Yucatan in het zuiden van de huidige Mexicaanse deelstaat Quintana Roo.

## Geschiedenis
De stad was net als Noh Kah een vroegere hoofdstad van de Kaandynastie voordat deze zich in Calakmul vestigde. 
De naam komt van een grote houten latei met acht tekens in de 'Tempel van de Lateien'. Dit houtsnijwerk wordt gedateerd op 618 na Christus.

## Gebieden
De hoofdsite betreft Dzibanche, maar vlakbij ligt ook Kinichna. Beide sites vormen één toeristisch geheel.

### Dzibanche
Dit was het stadscentrum en met haar officiële gebouwen was het langere tijd de hoofdstad van de Kaandynastie. De gebouwen waren gewoonlijk in de petén-bouwstijl. Hier is ook het grootste gebouw te vinden, de Cormoranespiramide uit de vijfde eeuw na Christus, en tevens de begraafplaats van een Kaankoning.

### Kinichna
Hier bevindt zich een zonnetempel of het 'Huis van de zon'.